# Perithemis parzefalli
Perithemis parzefalli là loài chuồn chuồn trong họ Libellulidae. Loài này được Hoffmann mô tả khoa học đầu tiên năm 1991.